# Célula clave

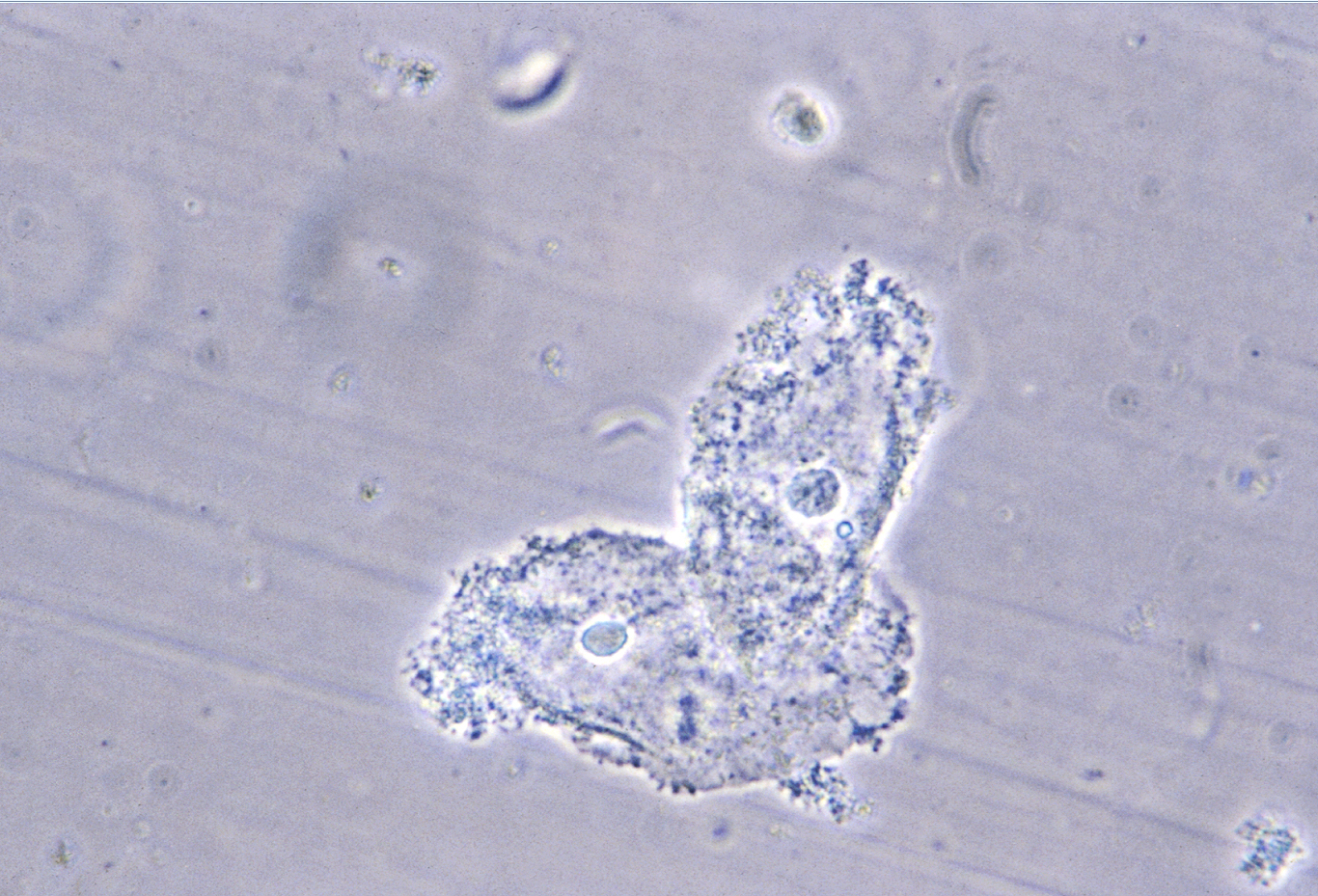
Las bacterias oscurecen los bordes celulares de las células epiteliales de la vagina, dándoles un aspecto punteado

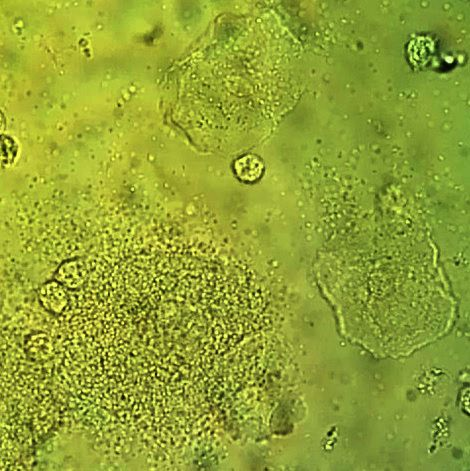
Frotis vaginal con preparación de NaCl, mostrando una célula clave en el fondo izquierdo, y dos células epiteliales normales

Las células clave son células epiteliales de la vagina que muestran su distintivo aspecto punteado al estar cubiertas por bacterias. La etimología detrás del término de célula «clave» se deriva del artículo de investigación original de Gardner y Duques donde describen las características de las células. El nombre fue elegido por su brevedad al describir la condición sine qua non de la vaginosis bacteriana.
Son un signo médico de vaginosis bacteriana, particularmente aquellas causadas por Gardnerella vaginalis, un grupo de bacterias Gram-variables. Este infección bacteriana está caracterizada por un olor fétido a pescado, una secreción vaginal gris, y un aumento del pH vaginal desde alrededor de 4.5 a por encima de 5.5.